# Wipeout 2097
Wipeout 2097 (stylisé wipEout 2097), ou Wipeout XL aux États-Unis, est un jeu vidéo créé par la société anglaise Psygnosis, sorti en 1996. Il s'agit du second épisode de la série Wipeout, basée sur des courses futuristes aux commandes de vaisseaux ultra-rapides et armés. L'action se déroule en l'an 2097 et met en scène la ligue de course anti-gravité F5000.
À l'origine édité sur PlayStation en 1996, le titre est adapté l'année suivante sur PC et Saturn, puis sur Amiga et Macintosh. Il connait un succès critique et populaire, et reste considéré comme un opus emblématique de la série. Le jeu pousse plus loin la formule originale : il présente des évolutions importantes dans le gameplay, comme l'apparition d'une jauge d'énergie pour les vaisseaux, une réalisation visuelle plus élaborée, avec la participation de l'agence The Designers Republic, et une  bande-son tonitruante, qui contient des morceaux d'artistes influents de la scène électronique britannique, comme The Chemical Brothers, Future Sound of London et The Prodigy.

## Système de jeu
Le joueur contrôle un vaisseau, un aérodyne en suspension dans l'air à quelques centimètres au-dessus de sol, lancé à grande vitesse sur des pistes complexes. Le jeu propose les modes de jeu Arcade, Course simple, Contre-la-montre et Multijoueur.
Le pilotage de l'engin amène à gérer les aérofreins latéraux, pour négocier les virages serrés à haute vitesse, et la tenue d'assiette, pour mieux aborder les irrégularités et les sauts. La piste présente des pavés de vitesse, qui génèrent une accélération soudaine du vaisseau, et des pavés d'armement, qui activent une arme (Missile, Roquettes, Mines, Bombe, Electro Bolt, Plasma, Séisme, et Bouclier) ou un bonus (Turbo, Autopilote et E-Pack). Le joueur est amené à adapter son pilotage pour survoler les pavés, parfois situés hors de la trajectoire naturelle, et à prendre des décisions stratégiques, en privilégiant la vitesse ou l'armement. Les objets sont délivrés aléatoirement et le joueur peut l'utiliser au moment voulu.
Une évolution importante depuis l'épisode original réside dans l'apparition d'une jauge d'énergie pour les vaisseaux. Les dégâts occasionnés par les collisions et les agressions peuvent désormais endommager les vaisseaux jusqu'à leur destruction. Une ligne de stand (pit lane) est aménagée sur chaque circuit : les concurrents l'empruntent pour recharger la jauge d'énergie, laissant filer de précieuses secondes. Les autres nouveautés incluent des collisions avec les rebords de la piste moins pénalisants, la présence de davantage de concurrents en piste (jusqu'à 15) et un nombre d'armes et de bonus doublé. Certains gadgets, comme le Séisme (ou Quake Disruptor en anglais), une onde sismique dévastatrice qui se propage le long du circuit, ou l'Autopilote, une fonction providentielle qui met l'appareil en pilotage automatique pendant quelques secondes, sont devenus indissociables de la série. Le jeu est compatible avec la manette NeGcon de Namco qui permet un contrôle analogique des vaisseaux et modifient les sensations de jeu.

### Circuits et écuries
Huit circuits inédits sont proposés : Talon's Reach au Canada, Sagarmatha au Népal, Valparaíso au Chili, Phenitia Park en Allemagne, Gare d'Europa en France, plus précisément à Lille, Odessa Keys sur la mer Noire, Vostok Island sur l'île Vostok et Spilskinanke en Californie. 
Le jeu inclut les quatre écuries de course de l'épisode original (AG Systems, Auricom, Qirex et Feisar). Chaque équipe utilise un véhicule aux caractéristiques uniques, qui varient sur les critères d'accélération, de vitesse de pointe, de capacité à tourner, de résistance du bouclier et d'aérodynamique. L'écurie Piranha est à débloquer : les caractéristiques du vaisseau sont poussées au maximum mais il est dénué d'armes dans cet épisode.

### Modes de jeu
Le mode Arcade est le mode principal. Il oppose le joueur à plusieurs concurrents gérés par le système dans une succession de courses répartis sur huit circuits et quatre classes (Vector, Venom, Rapier et Phantom). Les classes de compétition déterminent la vitesse des vaisseaux et le nombre de tour à accomplir par course. Le joueur dispose de trois tentatives pour terminer dans les trois premiers et passer à la course suivante. Après avoir accompli un premier challenge de six courses, le joueur peut débloquer Phantom Challenge, une compétition de six courses en classe Rapier, et Piranha Challenge, une compétition de huit courses en classe Phantom.
Le mode Course simple permet de faire une course sur le circuit et dans la classe de son choix. Le mode Contre-la-montre permet de pratiquer seul sur la piste les différentes circuits en quête du meilleur temps. Le mode multijoueur, uniquement disponible dans la version PlayStation, permet à deux joueurs de s'opposer en reliant deux consoles avec un câble PlayStation Link : soit en un contre un, soit en présence de concurrents gérés par le système.

## Musique
La bande son de Wipeout 2097 couvre différents styles, de l'electronica à la techno, notamment le big beat et le drum and bass. La version originale contient en majorité des morceaux sous licences de groupes tendances comme Future Sound of London (FSoL), Fluke, The Chemical Brothers, Underworld, et The Prodigy. Les autres versions contiennent des musiques de Tim Wright, alias Cold Storage, compositeur interne chez Psygnosis, également responsable des effets sonores.
La bande-son colle à l'atmosphère du jeu, « alimentée à l'adrénaline, sale et frénétique ». Elle contient des morceaux populaires dans les charts, comme Firestarter de The Prodigy, et We Have Explosive et Herd Killing de FSoL, ce dernier accompagnant la scène cinématique d'introduction. Certains morceaux ont été écrits spécialement pour le jeu, comme Landmass de FSoL, et Atom Bomb de Fluke, qui devient un titre central de l'album suivant du groupe. Le clip vidéo inclut des séquences du jeu et met en scène une de ses pilotes, Arial Tetsuo, adoptée comme mascotte par le groupe,. Les pistes audio, au standard red book, sont reconnues par les lecteurs de CD audio.
Un album musical officiel, Wipeout 2097: The Soundtrack, est édité le 30 septembre 1996 au Royaume-Uni chez Virgin Records et le 1er novembre aux États-Unis chez Astralwerks (Wipeout XL) : la moitié des titres est tirée de la version PlayStation, l'autre moitié contient des titres différents, notamment de Daft Punk, Orbital et Leftfield. Michael Gallucci de AllMusic décrit l'album comme une introduction exemplaire à l'electronica et une compilation complète et représentative du genre.

## Développement
Wipeout est développé par le studio interne de Psygnosis, basé à Liverpool.
La version PC tourne sous Windows 95. La version Saturn est produite par Perfect Entertainment et adaptée par le studio australien Tantalus Media. La société Blittersoft / Virtual Programming a édité les versions Amiga et Macintosh, toutes deux basées sur la version PC. 